# Admonitio generalis
La Admonitio generalis es una colección de legislación conocida como capitular emitida por Carlomagno en 789, que cubre la reforma educativa y eclesiástica dentro del reino franco. Los órganos de gobierno y administración utilizaron capitularios en el reino franco durante la dinastía carolingia y cubrieron una gran variedad de temas, clasificados en capítulos. La Admonitio generalis es en realidad solo una de las muchas capitulares de Carlomagno que describieron su deseo de un reino franco cristiano bien gobernado y disciplinado. Las reformas realizadas en estos capitulares por Carlomagno a finales del siglo VIII reflejan el renacimiento cultural conocido como renacimiento carolingio.

## Carlomagno y su deseo de reforma
Carlomagno (742–814) gobernó desde 771 hasta su muerte, y el reino franco experimentó un período de estabilidad durante su reinado. Podría decirse que esto se debió a su estricta y eficiente reforma y gobernanza moral y judicial, impuesta con capitulares como la Admonitio generalis. De hecho, la Admonitio generalis fue solo un paso en el objetivo de Carlomagno de las instituciones cristianas, las estructuras políticas y los súbditos dentro de su reino franco, y se adaptaría y reforzaría continuamente para lograr sus objetivos. Cuando Carlomagno llegó al poder, tenía dos objetivos; la expansión territorial y la conversión de todos los francos al cristianismo, incluidos los recién incorporados al reino. El deseo de Carlomagno de extender su imperio era inseparable de su deseo de extender el cristianismo, por lo que la conquista de otros reinos era un método de uso frecuente. Esta expansión franca hacia otros ámbitos y su contraste con esas personas y sus religiones, por ejemplo la llegada del Islam a España, debe tenerse en cuenta a la hora de considerar reformas legales y religiosas como la Admonitio generalis y en contexto en la que se llevaron a cabo. Carlomagno fue el campeón de la ortodoxia, y para abordar sus fallas percibidas de la iglesia y la salud moral y espiritual de los francos, se propuso reformar la iglesia y sus súbditos con la capitular Admonitio generalis.

## Reformas
En la Admonitio generalis, Carlomagno declaró que era un «nuevo Josías» responsable de la salud moral y la salvación de sus súbditos, destacando el compromiso de Carlomagno con la cristianización del reino franco. Intentó lograr esto reformando la iglesia en pos de la reforma moral y la disciplina del clero y otros miembros eclesiásticos con la expectativa de que guiarían a sus seguidores con el ejemplo. También llevó a cabo una reforma educativa, exigiendo que los monasterios y las catedrales establecieran escuelas para educar a los niños a leer y escribir con el fin de hacer de la Biblia y otros textos religiosos más accesibles y, a su vez, ampliar y profundizar la difusión del cristianismo. Las escuelas también enseñarían música religiosa, canto y salmos para fomentar la difusión de la fe, así como gramática para que los textos religiosos pudieran ser revisados y editados. Para lograr estos objetivos, Carlomagno consultó con los asesores clericales y los fallos de decisiones anteriores del concilio, como la colección de derecho canónico Dionysio-Hadriana, para redactar los 82 capítulos de la Admonitio generalis. Los capítulos abordaron el comportamiento necesario, las responsabilidades y el cumplimiento de todos los miembros de la sociedad. Al clero y los monjes se les encargó el establecimiento de escuelas, se dieron pautas con respecto al conocimiento básico que se espera de todos los cristianos y se hicieron estipulaciones sobre pesos y medidas. Carlomagno también defendió el uso de la liturgia romana y ordenó la memorización y el uso de los cantos romanos en la Admonitio generalis.

## Distribución y recepción
Se enviaron capitulares a missi dominici, o funcionarios que supervisaban la administración de diferentes partes del reino franco, para su aplicación local. Los missi dominici debían representar y velar por los intereses reales del rey e informarle. Los missi dominici compilaban libros de partes de diferentes capitulares y otras leyes y textos religiosos que indicaban qué era importante para ellos y qué les resultaba útil para gobernar en sus distritos. La amplia distribución y aceptación de la Admonitio generalis se puede rastrear por la gran cantidad de manuscritos supervivientes de los libros de los missi dominici que incluyen partes de la Admonitio generalis, que se encuentran en todo el reino franco, apareciendo ya a finales del siglo VIII. La recepción e implementación de la Admonitio generalis también es tangible al examinar el efecto que tuvo en el renacimiento carolingio, con los edictos de reforma moral de Carlomagno estimulando el resurgimiento de la educación de las artes.